# Jamestown (Washington)
Jamestown az Amerikai Egyesült Államok északnyugati részén, Washington állam Clallam megyéjében elhelyezkedő település.
Jamestown önkormányzattal nem rendelkező, úgynevezett statisztikai település; a Népszámlálási Hivatal nyilvántartásában szerepel, de közigazgatási feladatait Clallam megye látja el. A 2010. évi népszámlálási adatok alapján 361 lakosa van.
A település nevét James törzsfőnökről, a klallam indiánok vezetőjéről kapta.